# Klaus Apel
Klaus Apel (* 18. November 1942 in Schwerin; † 30. Juni 2017 in Radolfzell) war ein deutscher Zellbiologe und Professor an der ETH Zürich.

## Leben
Klaus Apel studierte von 1962 bis 1967 an den Universitäten Hamburg und Freiburg i. Br. und promovierte 1970 mit einer am Max-Planck-Institut für Zellbiologie in Wilhelmshaven durchgeführten Dissertation. Später absolvierte er eine längere Forschungsreise im westlichen Pazifik und verbrachte zwei wegweisende Jahre an der Harvard University. Nach Freiburg zurückgekehrt, schloss er seine Habilitation ab und folgte 1982 dem Ruf an die Universität Kiel.
1990 wählte ihn der Schweizer Bundesrat zum ordentlichen Professor für Pflanzenwissenschaften mit Schwerpunkt Pflanzengenetik an der ETH Zürich, wo er bis zu seiner Emeritierung im Jahr 2008 mit großem Erfolg und Engagement in der Forschung und Lehre tätig war.
Nach seiner Emeritierung wechselte er an die Cornell University und kehrte erst 2016 wieder nach Europa zurück.

## Forschung
Der Fokus von Klaus Apels Forschung war das Wechselspiel zwischen Kern- und Plastidengenom bei der Entwicklung und Funktion des Photosynthese-Apparats. Ihn faszinierte, wie Licht in Pflanzen sowohl als Energiespender, als Regulator der Entwicklung und auch als Stressfaktor wirkt. In den Zürcher Jahren stand der bei der Photosynthese entstehende hochreaktive Singulett-Sauerstoff im Zentrum seines Interesses. Er konnte nachweisen, dass dieses Molekül als Signal im geordnet ablaufenden Prozess des programmierten Zelltods wirkt.
Klaus Apel war viele Jahre in der Forschungskommission der ETH Zürich aktiv.